# Georg Taarup
Georg Allan Taarup (15. januar 1909 i København – 31. januar 1963 på Frederiksberg Hospital) var en dansk fodboldspiller, der har spillet seks kampe og scorede to mål for Danmarks landshold i perioden fra 1927 til 1937. Han spillede i hele sin karriere for Kjøbenhavns Boldklub, hvor han kom på 1.holdet i efteråret 1927.
Taarup boede på Østerbro i København ved sin død 1963.